# 67e cérémonie des British Academy Film Awards
Pour la cérémonie des BAFTAs récompensant la télévision, voir la 61e cérémonie des British Academy Television Awards.

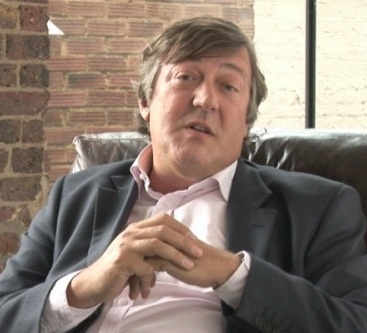
Stephen Fry, hôte de la cérémonie.

La 67e cérémonie des British Academy Film Awards (BAFA), organisés par la British Academy of Film and Television Arts (BAFTA), a eu lieu le 16 février 2014 au Royal Opera House et a récompensé les films sortis en 2013. Elle a été présentée par Stephen Fry et retransmise en direct sur BBC One.
Les nominations ont été annoncées le 8 janvier 2014,,.

## Présentateurs et intervenants
Par ordre d'apparition.
- Stephen Fry, hôte de la cérémonie

## Palmarès

### Meilleur film
- Twelve Years a Slave
  - American Bluff (American Hustle)
  - Capitaine Phillips (Captain Phillips)
  - Gravity
  - Philomena

### Meilleur film britannique
- Gravity
  - Dans l'ombre de Mary (Saving Mr. Banks)
  - Le Géant égoïste (The Selfish Giant)
  - Mandela : Un long chemin vers la liberté (Mandela : Long Walk to Freedom)
  - Philomena
  - Rush

### Meilleur réalisateur
- Alfonso Cuarón pour Gravity
  - Paul Greengrass pour Capitaine Phillips (Captain Phillips)
  - Steve McQueen pour Twelve Years a Slave
  - David O. Russell pour American Bluff (American Hustle)
  - Martin Scorsese pour Le Loup de Wall Street (The Wolf of Wall Street)

### Meilleur acteur
- Chiwetel Ejiofor pour le rôle de Solomon Northup dans Twelve Years a Slave
  - Christian Bale pour le rôle d'Irving Rosenfeld dans American Bluff (American Hustle)
  - Bruce Dern pour le rôle de Woody Grant dans Nebraska
  - Leonardo DiCaprio pour le rôle de Jordan Belfort dans Le Loup de Wall Street (The Wolf of Wall Street)
  - Tom Hanks pour le rôle du capitaine Richard Phillips dans Capitaine Phillips (Captain Phillips)

### Meilleure actrice
- Cate Blanchett pour le rôle de Jasmine dans Blue Jasmine
  - Amy Adams pour le rôle de Sydney Prosser dans American Bluff (American Hustle)
  - Sandra Bullock pour le rôle du Dr Ryan Stone dans Gravity
  - Judi Dench pour le rôle de Philomena Lee dans Philomena
  - Emma Thompson pour le rôle de Pamela L. Travers dans Dans l'ombre de Mary (Saving Mr. Banks)

### Meilleur acteur dans un second rôle
- Barkhad Abdi pour le rôle d'Abduwali Muse dans Capitaine Phillips (Captain Phillips)
  - Daniel Brühl pour le rôle de Niki Lauda dans Rush
  - Bradley Cooper pour le rôle de Richie DiMaso dans American Bluff (American Hustle)
  - Matt Damon pour le rôle de Scott Thorson dans Ma vie avec Liberace (Behind the Candelabra)
  - Michael Fassbender pour le rôle d'Edwin Epps dans Twelve Years a Slave

### Meilleure actrice dans un second rôle
- Jennifer Lawrence pour le rôle de Rosalyn Rosenfeld dans American Bluff (American Hustle)
  - Sally Hawkins pour le rôle de Ginger dans Blue Jasmine
  - Lupita Nyong'o pour le rôle de Patsey dans Twelve Years a Slave
  - Julia Roberts pour le rôle de Barbara Weston dans Un été à Osage County (August: Osage County)
  - Oprah Winfrey pour le rôle de Gloria Gaines dans Le Majordome (The Butler)

### Meilleur scénario original
- American Bluff (American Hustle) – David O. Russell et Eric Warren Singer
  - Blue Jasmine – Woody Allen
  - Gravity – Alfonso Cuarón et Jonás Cuarón
  - Inside Llewyn Davis – Joel et Ethan Coen
  - Nebraska – Bob Nelson

### Meilleur scénario adapté
- Philomena –  Steve Coogan et Jeff Pope
  - Capitaine Phillips (Captain Phillips) – Billy Ray
  - Le Loup de Wall Street (The Wolf of Wall Street) – Terence Winter
  - Ma vie avec Liberace (Behind the Candelabra) – Richard LaGravenese
  - Twelve Years a Slave – John Ridley

### Meilleurs décors
- Gatsby le Magnifique (The Great Gatsby) – Catherine Martin et Beverley Dunn
  - American Bluff (American Hustle) – Judy Becker (en) et Heather Loeffler
  - Gravity – Andy Nicholson, Rosie Goodwin et Joanne Woollard
  - Ma vie avec Liberace (Behind the Candelabra) – Howard Cummings
  - Twelve Years a Slave – Adam Stockhausen et Alice Baker

### Meilleurs costumes
- Gatsby le Magnifique (The Great Gatsby) – Catherine Martin
  - American Bluff (American Hustle) – Michael Wilkinson
  - Dans l'ombre de Mary (Saving Mr. Banks) – Daniel Orlandi
  - The Invisible Woman – Michael O'Connor
  - Ma vie avec Liberace (Behind the Candelabra) – Ellen Mirojnick

### Meilleurs maquillages et coiffures
- American Bluff (American Hustle) – Evelyne Noraz et Lori McCoy-Bell
  - Gatsby le Magnifique (The Great Gatsby) – Maurizio Silvi et Kerry Warn
  - Le Hobbit : La Désolation de Smaug (The Hobbit: The Desolation of Smaug) – Peter Swords King, Richard Taylor et Rick Findlater
  - Le Majordome (Lee Daniels' The Butler) – Debra Denson, Beverly Jo Pryor et Candace Neal
  - Ma vie avec Liberace (Behind the Candelabra) – Kate Biscoe et Marie Larkin

### Meilleure photographie
- Gravity – Emmanuel Lubezki
  - Capitaine Phillips (Captain Phillips) – Barry Ackroyd
  - Inside Llewyn Davis – Bruno Delbonnel
  - Nebraska – Phedon Papamichael
  - Twelve Years a Slave – Sean Bobbitt

### Meilleur montage
- Rush – Daniel P. Hanley et Mike Hill
  - Capitaine Phillips (Captain Phillips) – Christopher Rouse
  - Gravity – Alfonso Cuaron et Mark Sanger
  - Le Loup de Wall Street (The Wolf of Wall Street) – Thelma Schoonmaker
  - Twelve Years a Slave – Joe Walker

### Meilleurs effets visuels
- Gravity – Tim Webber, Chris Lawrence, David Shirk, Neil Corbould et Nikki Penny
  - Iron Man 3 – Bryan Grill, Christopher Townsend, Guy Williams et Dan Sudick
  - Le Hobbit : La Désolation de Smaug (The Hobbit: The Desolation of Smaug) – Joe Letteri, Eric Saindon, David Clayton et Eric Reynolds
  - Pacific Rim – Hal Hickel, John Knoll, Lindy De Quattro et Nigel Sumner
  - Star Trek Into Darkness – Ben Grossmann, Burt Dalton, Patrick Tubach et Roger Guyett

### Meilleur son
- Gravity – Glenn Freemantle, Skip Lievsay, Christopher Benstead, Niv Adiri et Chris Munro
  - All Is Lost – Richard Hymns, Steve Boeddeker, Brandon Proctor, Micah Bloomberg et Gillian Arthur
  - Capitaine Phillips (Captain Phillips) – Chris Burdon, Mark Taylor, Mike Prestwood Smith, Chris Munro et Oliver Tarney
  - Inside Llewyn Davis – Peter F. Kurland, Skip Lievsay et Greg Orloff
  - Rush – Danny Hambrook, Martin Steyer, Stefan Korte, Markus Stemler et Frank Kruse

### Meilleure musique de film
- Gravity – Steven Price
  - Capitaine Phillips (Captain Phillips) – Henry Jackman
  - Dans l'ombre de Mary (Saving Mr. Banks) – Thomas Newman
  - Twelve Years a Slave – Hans Zimmer
  - La Voleuse de livres (The Book Thief) – John Williams

### Meilleur film en langue étrangère
- La grande bellezza  Italie (en italien)
  - The Act of Killing (Jagal)  Danemark  Norvège  Royaume-Uni (en indonésien)
  - Metro Manila  Royaume-Uni (en philippin et tagalog)
  - La Vie d'Adèle  France  Belgique  Espagne (en français)
  - Wadjda (وجدة)  Arabie saoudite (en arabe)

### Meilleur film d'animation
- La Reine des neiges (Frozen)
  - Moi, moche et méchant 2 (Despicable Me 2)
  - Monstres Academy (Monsters University)

### Meilleur film documentaire
- The Act of Killing (Jagal)
  - The Armstrong Lie
  - Blackfish
  - Tim's Vermeer
  - We Steal Secrets: The Story of WikiLeaks

### Meilleur court-métrage
- Room 8
  - Island Queen
  - Keeping Up with the Joneses
  - Orbit Ever After
  - Sea View

### Meilleur court-métrage d'animation
- Sleeping with the Fishes
  - Everything I Can See from Here
  - I Am Tom Moody

### Meilleur nouveau scénariste, réalisateur ou producteur britannique
- Kieran Evans (réalisateur et scénariste) – Kelly + Victor
  - Colin Carberry et Glenn Patterson (scénaristes) – Good Vibrations
  - Scott Graham (réalisateur et scénariste) – Shell
  - Kelly Marcel (scénariste) – Dans l'ombre de Mary (Saving Mr. Banks)
  - Paul Wright (réalisateur et scénariste) et Polly Stokes (productrice) – For Those in Peril

### Meilleure contribution au cinéma britannique
- Peter Greenaway

### EE Rising Star Award
Meilleur espoir. Résulte d'un vote du public.
- Will Poulter
  - Dane DeHaan
  - George MacKay
  - Lupita Nyong'o
  - Léa Seydoux

### Fellowship Award
Prix d'honneur de la BAFTA, récompense la réussite dans les différentes formes du cinéma.
- Helen Mirren

## Statistiques

### Nominations multiples
11 : Gravity
10 : American Bluff, Twelve Years a Slave
9 : Capitaine Phillips
5 : Dans l'ombre de Mary, Ma vie avec Liberace
4 : Le Loup de Wall Street, Philomena, Rush
3 : Blue Jasmine, Gatsby le Magnifique, Inside Llewyn Davis, Nebraska
2 : The Act of Killing, Le Hobbit : La Désolation de Smaug, Le Majordome

### Récompenses multiples
6 : Gravity
3 : American Bluff
2 : Twelve Years a Slave, Gatsby le Magnifique